# Oyako-Inseln
Die Oyako-Inseln (japanisch 親子島 Oyako-shima, deutsch ‚Eltern-und-Kind-Inseln‘, norwegisch Hjonøyane ‚Ehepaar-Inseln‘) sind zwei kleine Inseln, eine davon winzig, vor der Kronprinz-Olav-Küste des ostantarktischen Königin-Maud-Lands. Sie liegen unmittelbar nördlich des Kap Akarui.
Vermessungen und Luftaufnahmen einer von 1957 bis 1962 durchgeführten japanischen Antarktisexpedition, infolge derer auch die Benennung vorgenommen wurde, dienten ihrer Kartierung.